# زهره‌ترک
زهره‌ترک (به انگلیسی: Run Cold) سومین و آخرین آلبوم کامل از دیوا دیستراکشن می‌باشد که در ۲۵ سپتامبر سال ۲۰۰۶ منتشر گردید.